# Maladera
Maladera är ett släkte av skalbaggar som beskrevs av Étienne Mulsant 1871. Enligt Catalogue of Life ingår Maladera i familjen Melolonthidae, men enligt Dyntaxa är tillhörigheten istället familjen bladhorningar.

## Dottertaxa tillMaladera, i alfabetisk ordning[1][2]
- Maladera affinis
- Maladera ahrensi
- Maladera allemandi
- Maladera allopruinosa
- Maladera alternata
- Maladera amamiana
- Maladera analis
- Maladera andamana
- Maladera angusta
- Maladera apfelbecki
- Maladera arenicola
- Maladera armeniaca
- Maladera aserrata
- Maladera assamica
- Maladera atavana
- Maladera atratula
- Maladera attaliensis
- Maladera aureola
- Maladera avicula
- Maladera bagmatiensis
- Maladera bakeri
- Maladera baluchestanica
- Maladera basalis
- Maladera bengalensis
- Maladera besucheti
- Maladera bhutanensis
- Maladera bismarckiana
- Maladera boettcheri
- Maladera botrytibia
- Maladera breviata
- Maladera brevistylis
- Maladera bruschii
- Maladera burmeisteri
- Maladera calcarata
- Maladera cardoni
- Maladera cariniceps
- Maladera carinifrons
- Maladera castanea
- Maladera celebensis
- Maladera cerrutii
- Maladera chalybea
- Maladera chinensis
- Maladera chiruwae
- Maladera cinnabarina
- Maladera clypeata
- Maladera colossica
- Maladera comosa
- Maladera conspicua
- Maladera consularis
- Maladera contracta
- Maladera costigera
- Maladera coxalis
- Maladera crinifrons
- Maladera curtipes
- Maladera davaoana
- Maladera davidis
- Maladera delicta
- Maladera dentipenis
- Maladera detersa
- Maladera dierli
- Maladera discrepens
- Maladera distincta
- Maladera drescheri
- Maladera duvivieri
- Maladera eclogaria
- Maladera egregia
- Maladera ejimai
- Maladera elata
- Maladera eluctabilis
- Maladera emmrichi
- Maladera engana
- Maladera eremita
- Maladera excisiceps
- Maladera exigua
- Maladera farsensis
- Maladera fasciculata
- Maladera fatigata
- Maladera femorata
- Maladera ferruginea
- Maladera festina
- Maladera fistulosa
- Maladera flammea
- Maladera floresina
- Maladera formosae
- Maladera frischi
- Maladera fulgida
- Maladera fuliginosa
- Maladera fumosa
- Maladera furcillata
- Maladera fusca
- Maladera fuscescens
- Maladera fusconitens
- Maladera fushanica
- Maladera futschauana
- Maladera ganglbaueri
- Maladera gardneri
- Maladera gibbiventris
- Maladera girardi
- Maladera globosa
- Maladera golovjankoi
- Maladera gopaldharae
- Maladera gorkhae
- Maladera graeca
- Maladera granuligera
- Maladera gravida
- Maladera guttula
- Maladera haldwaniensis
- Maladera harmonica
- Maladera hauseri
- Maladera hayashii
- Maladera hiekei
- Maladera himalayica
- Maladera hiranoi
- Maladera hivae
- Maladera hmong
- Maladera hodkovae
- Maladera holosericea
- Maladera holzschuhi
- Maladera hongkongica
- Maladera horii
- Maladera howdeni
- Maladera ignava
- Maladera iliganica
- Maladera imasakai
- Maladera imbella
- Maladera immunda
- Maladera immunita
- Maladera implicata
- Maladera impressithorax
- Maladera impubis
- Maladera inadai
- Maladera inaequabilis
- Maladera incola
- Maladera indica
- Maladera inermis
- Maladera infuscata
- Maladera inimica
- Maladera inornata
- Maladera insanabilis
- Maladera insubida
- Maladera insularis
- Maladera invenusta
- Maladera iraqensis
- Maladera iridescens
- Maladera iridicauda
- Maladera irididorsis
- Maladera isarogensis
- Maladera japonica
- Maladera jiraskovae
- Maladera joachimi
- Maladera kamiyai
- Maladera kanarana
- Maladera kasigurana
- Maladera kawaharai
- Maladera kawaii
- Maladera kazirangae
- Maladera kerleyi
- Maladera kinabaluensis
- Maladera kiyoyamai
- Maladera kobayashii
- Maladera kojimai
- Maladera krali
- Maladera kreyenbergi
- Maladera krueperi
- Maladera kubotai
- Maladera kumei
- Maladera kunigami
- Maladera kusuii
- Maladera laboriosa
- Maladera laminifera
- Maladera lata
- Maladera latitibia
- Maladera leevis
- Maladera lignicolor
- Maladera liotibia
- Maladera lishana
- Maladera lodosi
- Maladera loebli
- Maladera longiclava
- Maladera ludipennis
- Maladera lugubris
- Maladera lyciensis
- Maladera madurensis
- Maladera maedai
- Maladera magnicornis
- Maladera magnidentata
- Maladera major
- Maladera makiharai
- Maladera malangeana
- Maladera malaya
- Maladera manipurana
- Maladera marginella
- Maladera masumotoi
- Maladera maxima
- Maladera mechiana
- Maladera mekong
- Maladera merkli
- Maladera miliouensis
- Maladera minor
- Maladera mirabilis
- Maladera mirzayansi
- Maladera mjobergi
- Maladera modesta
- Maladera modestula
- Maladera moebiusi
- Maladera mofidii
- Maladera moseri
- Maladera mulmeina
- Maladera murzini
- Maladera mussooriensis
- Maladera mutabilis
- Maladera nagporeana
- Maladera nakamurai
- Maladera nanshanchiana
- Maladera nigrorubra
- Maladera nitidiceps
- Maladera nitididorsis
- Maladera nitidipes
- Maladera nomurai
- Maladera okinawaensis
- Maladera okinoerabuana
- Maladera ollivieri
- Maladera omanica
- Maladera opaca
- Maladera opacifrons
- Maladera opaciventris
- Maladera opima
- Maladera orientalis
- Maladera oshimana
- Maladera ostentatrix
- Maladera ovatula
- Maladera palona
- Maladera paralatitibia
- Maladera paraquinquidens
- Maladera paris
- Maladera parva
- Maladera peguana
- Maladera perniciosa
- Maladera philippinensis
- Maladera philippinica
- Maladera phoenicica
- Maladera phuntsholingensis
- Maladera pishana
- Maladera planiuscula
- Maladera pokharae
- Maladera polunini
- Maladera prabangana
- Maladera prenai
- Maladera proxima
- Maladera puliensis
- Maladera punctatissima
- Maladera quinquidens
- Maladera raptiensis
- Maladera reichenowi
- Maladera renardi
- Maladera rolciki
- Maladera rotunda
- Maladera rubida
- Maladera rudis
- Maladera rufescens
- Maladera ruficollis
- Maladera rufocuprea
- Maladera rufofusca
- Maladera rufoplagiata
- Maladera rustica
- Maladera saginata
- Maladera saitoi
- Maladera sancta
- Maladera sapitana
- Maladera satoi
- Maladera satrapa
- Maladera sauteri
- Maladera schenklingi
- Maladera schereri
- Maladera schoenfeldti
- Maladera secreta
- Maladera seleuciensis
- Maladera sempiterna
- Maladera senta
- Maladera sericella
- Maladera servitrita
- Maladera setosa
- Maladera shihzitouensis
- Maladera shouchiana
- Maladera siamensis
- Maladera siargaoensis
- Maladera signatitarsis
- Maladera significabilis
- Maladera significans
- Maladera sikkimensis
- Maladera simillima
- Maladera simlana
- Maladera sinaica
- Maladera sincera
- Maladera singhalensis
- Maladera singularis
- Maladera siniaevi
- Maladera sinica
- Maladera sinistra
- Maladera sinuosa
- Maladera siwalikiana
- Maladera solida
- Maladera sontica
- Maladera sordida
- Maladera sparsesetosa
- Maladera spatulata
- Maladera spectabilis
- Maladera spei
- Maladera spinifemorata
- Maladera spinifera
- Maladera spinosa
- Maladera spiralis
- Maladera spissa
- Maladera spoliata
- Maladera sprecherae
- Maladera staturosa
- Maladera stevensi
- Maladera stipidosa
- Maladera stolida
- Maladera straba
- Maladera straminea
- Maladera stricta
- Maladera stridula
- Maladera strumina
- Maladera subaana
- Maladera subrugata
- Maladera subspinosa
- Maladera subtruncata
- Maladera sumbana
- Maladera sumbawana
- Maladera syriaca
- Maladera taiwana
- Maladera taiyal
- Maladera taoyuanensis
- Maladera taurica
- Maladera teinzoana
- Maladera thakkholae
- Maladera thimphuensis
- Maladera thomsoni
- Maladera tibialis
- Maladera tienchihna
- Maladera tokunoshimana
- Maladera tomentosa
- Maladera tranquebarica
- Maladera trichotibialis
- Maladera tridentata
- Maladera tridenticeps
- Maladera tridentipes
- Maladera tsienhsiangensis
- Maladera tumida
- Maladera tyrannica
- Maladera uhligi
- Maladera ukerewensis
- Maladera umbillicata
- Maladera umbratica
- Maladera unguicularis
- Maladera utacamanda
- Maladera varia
- Maladera watanabei
- Maladera weigeli
- Maladera weligamana
- Maladera ventralis
- Maladera verticalis
- Maladera wewalkai
- Maladera vignai
- Maladera wolfgangdierli
- Maladera vulpecula
- Maladera yaeyamana
- Maladera yakushimana
- Maladera yasutoshii
- Maladera yonaguniensis
- Maladera zeta